# アレクサンダー・ルオフ
アレクサンダー・ルオフ（Alexander Ruoff, 1986年8月29日 - ）は、アメリカ合衆国の元プロバスケットボール選手。バスケットボール指導者。オハイオ州出身。現役時代のポジションはガード兼フォワード。

## 来歴
ウェストバージニア大学を卒業後、欧州のクラブを渡り歩く。2020年にB.LEAGUE・西宮ストークスと契約しプレーするが、シーズン途中の2021年1月12日に契約を解除。活躍の場を再び欧州に戻したが、2022年8月19日に自身の公式Twitter上で現役引退を発表。翌日に母校であるウェストバージニア大学の大学院男子バスケットボール部のアシスタントに就任。